# برونو فيريرا دوس سانتوس
برونو فيريرا دوس سانتوس (بالبرتغالية: Bruno Ferreira‏) هو لاعب كرة قدم برازيلي، ولد في 14 سبتمبر 1994 في ساو باولو في البرازيل. لعب مع أتلتيكو براغانتينو وجمعية بورتوغيزا الرياضية ونادي فاسكو دا غاما.

## وصلات خارجية
- برونو فيريرا دوس سانتوس على موقع قاعدة بيانات كرة القدم.إي يو (الإنجليزية)
- برونو فيريرا دوس سانتوس على موقع Soccerway.com (الإنجليزية)